# Liste der Monuments historiques in Verzenay
Die Liste der Monuments historiques in Verzenay führt die Monuments historiques in der französischen Gemeinde Verzenay auf.

## Liste der Objekte
| Bezeichnung                                              | Beschreibung                                        | Standort                       | Kennzeichnung | Schutzstatus | Datum | Bild |
| -------------------------------------------------------- | --------------------------------------------------- | ------------------------------ | ------------- | ------------ | ----- | ---- |
| Drei Kirchenstühle                                       | Holz, 18. Jahrhundert                               | in der Kirche St-Pierre (Lage) | PM51003594    | Inscrit      | 1989  |      |
| Tabernakel des Hauptaltars                               | Holz, farbig gefasst und vergoldet, 17. Jahrhundert | in der Kirche St-Pierre (Lage) | PM51003595    | Inscrit      | 1989  |      |
| Lesepult                                                 | Holz, 18. Jahrhundert                               | in der Kirche St-Pierre (Lage) | PM51003130    | Inscrit      | 1980  |      |
| Relief Pietà                                             | Stein, farbig gefasst, 15. Jahrhundert              | in der Kirche St-Pierre (Lage) | PM51001152    | Classé       | 1981  |      |
| Gemälde Johannes Baptist de La Salle und Nicolas Rolland | Ölfarbe auf Leinwand, 19. Jahrhundert               | in der Kirche St-Pierre (Lage) | PM51003129    | Inscrit      | 1980  |      |